# Crotalaria reptans
Crotalaria reptans är en ärtväxtart som beskrevs av Paul Hermann Wilhelm Taubert. Crotalaria reptans ingår i släktet sunnhampor, och familjen ärtväxter. Inga underarter finns listade i Catalogue of Life.